# Istoria militară a Slovaciei
Istoria militară a Slovaciei începe cu zilele care au urmat după Declarația de Independență. Noul guvern slovac a înființat  Divizia I (mobilă) de infanterie și Divizia a II-a (securitate) de infanterie pentru participarea la lupte în timpul celui de-al Doilea Război Mondial. La sfârșitul celui de-al patrulea deceniu al secolului trecut, Armata slovacă a participat la mai multe acțiuni militare:
- Invadarea Poloniei în septembrie 1939, alături de Germania Nazistă și Uniunea Sovietică;
- participare la operațiunea Barbarossa, atacul din 22 iunie 1941 asupra Uniunii Sovietice, alături de Puterile Axei.

Forțele aeriene slovace au avut misiunea să asigure sprijin aerian pe frontul de răsărit și să apere zona metropolitană a Bratislavei împotriva atacurilor aeriene Aliate.